# Норвеј (Ајова)
Норвеј (енгл. Norway) град је у америчкој савезној држави Ајова. По попису становништва из 2010. у њему је живело 545 становника.

## Демографија
Према попису становништва из 2010. у граду је живело 545 становника, што је -56 (-9.3%) становника више него 2000. године.
| Група             | 2000.       | 2010.       |
| Белци             | 594 (98,8%) | 533 (97,8%) |
| Афроамериканци    | 3 (0,5%)    | 3 (0,6%)    |
| Азијати           | 0 (0,0%)    | 1 (0,2%)    |
| Хиспаноамериканци | 1 (0,2%)    | 2 (0,4%)    |
| Укупно            | 601         | 545         |